# Der Garten der Erkenntnis
Der Garten der Erkenntnis ist eine Erzählung Leopold Andrians aus dem Jahr 1895. Neben einigen vereinzelt abgedruckten Jugendgedichten ist es das einzige belletristische Werk des Autors. Die Fortsetzung Erwin und Elwire blieb Fragment und wurde 1993 aus dem Nachlass veröffentlicht. Trotz seines schmalen Umfangs wurde es 1895 bei S. Fischer als eigenständiger Band veröffentlicht und galt trotz des jugendlichen Alters seines Schöpfers, des damals neunzehnjährigen Reichsfreiherrn, bald als Kultbuch einer ganzen Generation.

## Inhalt
Erzählt wird die Lebensgeschichte Erwins. Er wird als Sohn eines österreichischen Fürsten geboren, dessen Güter an Deutschland grenzen. Der Vater stirbt kurze Zeit nach der Geburt des Sohnes. In der Erzählung thematisiert Leopold Andrian entlang der verschiedenen Lebensstationen Erwins den für die Literatur um 1900 bekannten Identitäts- und Erkenntniskonflikt entlang von Verschiedenheit, Andersartigkeit und Fremdheit. Am Ende stirbt Erwin „ohne erkannt zu haben“.

## Bewertung
Hugo von Hofmannsthal notierte in sein Tagebuch: Das deutsche Narcissusbuch. "(...) Es sind wundervolle Augenblicke, wo sich eine ganze Generation in verschiedenen Ländern im gleichen Symbol findet." Die autobiographischen Bezüge zwischen dem Helden der Erzählung und dem Autor sind auffällig: von Kindheit und Ausbildung sowie Studium in Wien bis hin zur homoerotischen Neigung sowie der offenkundigen Hypochondrie. Hermann Bahr lobte den Text in der Zeit (Wien): Im "„Hinleiten vom Individuo zur Idee“, das sonst heute gar nicht versucht wird, scheint mir die Bedeutung eines kleinen Tractates von Leopold Andrian zu sein".

## Ausgaben
- Leopold von Andrian: Der Garten der Erkenntnis. Erstausgabe. Berlin: S. Fischer-Verlag 1895.
- Leopold Andrian: Das Fest der Jugend. Des Gartens der Erkenntnis erster Teil und die Jugendgedichte. Berlin: S. Fischer-Verlag 1919.
- Leopold Andrian: Der Garten der Erkenntnis. Mit einem Nachwort von Iris Paetzke. Zürich: Manesse Verlag 1990. ISBN 3-7175-8165-1
- Leopold von Andrian-Werburg: Der Garten der Erkenntnis und andere Dichtungen. Mit einem Nachwort hrsg. v. Dieter Sudhoff. Oldenburg: Igel-Literatur-Verl. x. 2003. ISBN 3-89621-158-7